# Desastre de Seveso
El desastre de Seveso ITALIA fue un incendio industrial que ocurrió a las 12:37, del 10 de julio de 1976, en una pequeña planta química en el municipio de Seveso, 25 km al norte de Milán, en la región de Lombardía, en Italia. El accidente produjo la liberación al medio ambiente de cantidades de la dioxina TCDD y que este llegó a zonas de población, causando diversos efectos sobre el medio ambiente y la población. Se le conoce en Italia como “el Hiroshima de Italia”y, si bien ningún ser humano perdió la vida, investigaciones científicas hasta el año 2009 muestran incrementos en la tasa de incidencia de cáncer en la provincia.
Las normas de seguridad industriales de la Unión Europea se conocen como la Directiva Seveso II.

## Situación
La planta industrial pertenecía a ICMESA (Industrie Chimiche Meda Società), una subsidiaria de Givaudan, la cual era a su vez, una subsidiaria de Hoffmann-La Roche. La fábrica se había construido hacía mucho tiempo [cita requerida] y la población no la consideraba una fuente de peligro [cita requerida].
Sin embargo en la fábrica se producía, como subproducto, la sustancia 2,3,7,8-tetraclorodibenzo-p-dioxina, o TCDD, que está considerada una de las dioxinas más letales que se conocen. Por ejemplo 6 millonésimas de gramo de 2,3,7,8-TCDD, pueden matar a una rata[cita requerida], y es conocida por ser uno de los componentes del agente naranja, producto químico desfoliante para limpiar la densa vegetación de la selva vietnamita, utilizada por Estados Unidos en la guerra de Vietnam.

## Incendio
El incendio ocurrió en uno de los edificios de la fábrica, donde estaba siendo producido el herbicida de nombre 2,4,5-T. Debido a un error humano, alrededor de mediodía del sábado, se produce una reacción incontrolada que supera el disco de seguridad. Se forma una nube en forma de aerosol que contiene, entre otras sustancias tóxicas, TCDD (entre unos pocos cientos de gramos y hasta unos pocos kilogramos), hidróxido de sodio (sosa cáustica), glicol (HO-CH2CH2-OH), triclorofenato de sodio y que se extendió por una zona de 18 km² alrededor de la fábrica.

## Zonas afectadas
Las zonas afectadas se dividieron en tres zonas, de acuerdo con la concentración en el suelo de TCDD. La zona A se dividió en otras 7 subzonas. A la población local se le recomendó no tocar o comer vegetales o frutas locales.
- Zona A: concentración de TCDD en el suelo de > 50 microgramos por metro (µg/m²), tenía 736 residentes
- Zona B: concentración de TCDD en el suelo entre 5 y 50 µg/m², tenía alrededor de 4.700 residentes
- Zona R: concentración de TCDD en el suelo menor de 5 µg/m², tenía alrededor de 31.800 residentes.

## Consecuencias
- Varios bebés nacidos unos meses después del accidente presentaban deformidades. No obstante se identificó que los bebés que llevaban poco tiempo de gestación, nacieron meses más tarde sin deformaciones.[9]
- 1600 personas fueron examinadas, y 417 tuvieron la enfermedad cutánea cloracné, causada por la dioxina.[10]
- Cinco trabajadores de descontaminación contrajeron una enfermedad del hígado, a pesar de trabajar solo jornadas cortas y de usar protección, en algunos casos considerada como inadecuada.[10]
- 400 mujeres embarazadas de “alto riesgo” fueron sometidas a abortos, ilegales en Italia pero autorizados en circunstancias especiales y debido según unos al riesgo de malformaciones congénitas y según otros al pánico que se apoderó de la población.
- El gobierno italiano hizo un préstamo especial de 40 000 millones de liras, que en junio de 1978 creció a 115 000 millones.[11]
- Paolo Paoletti, Director de Producción en Icmesa, fue asesinado el 2 de febrero de 1980 en Monza por la organización terrorista de carácter marxista-leninista Prima Línea.
- La mayor parte de las compensaciones se resolvieron individualmente.
- El 19 de diciembre de 1980 representantes de la Región de Lombardía y de la República Italiana, e Icmesa firmaron un acuerdo compensatorio, con la presencia del primer ministro de Italia, Arnaldo Forlani. El total de indemnizaciones fue de 20 000 millones de liras (10,3 millones €).
- 3 300 animales que habían sido abandonados fueron encontrados muertos, la mayor parte conejos y aves de corral que intentaron sobrevivir alimentándose de vegetales contaminados.
- Para evitar que la toxina entrara en la cadena alimentaria, 80 000 animales fueron sacrificados.
- 15 niños fueron inmediatamente hospitalizados por inflamación de la piel.
- Herwig von Zwehl, director técnico de Icmesa, y el doctor Paolo Paoletti - director de producción en Icmesa, fueron arrestados. Se hicieron dos comisiones del gobierno para establecer un plan para poner en cuarentena y descontaminar la zona.
- El tratamiento del suelo afectado fue tan completo que el nivel de dioxina en 2008 es aún menor que el normalmente encontrado.

## Caso criminal
En septiembre la Corte criminal de Monza sentenció a cinco antiguos empleados de ICMESA y a la empresa Givaudan, a sentencias de dos años y medio a cinco años. Todos apelaron.
En mayo de 1985, la Corte de apelaciones de Milán encontró a tres de los cinco acusados no culpables. Los otros dos apelaron a la Corte Suprema de Roma.
El 23 de mayo de 1986 el Tribunal Supremo de Roma confirmó la pena a los dos restantes, los cuales fueron condenados a 1 año y medio y a 2 años de prisión condicional

## Directiva y normativa de Séveso
Los entonces diez países miembros de la Comunidad Europea acordaron nuevas reglas de seguridad para las plantas industriales que utilizaran elementos peligrosos en 1982, mediante la  llamada  Directiva 82/501/EEC o “Directiva Seveso” que imponía duras regulaciones industriales. En 1996, esta norma se actualizó dando lugar a la Directiva 96/82/CE relativa al control de riesgos inherentes a los accidentes graves en los que intervengan sustancias peligrosas.
La directiva fue actualizada en 1999 y revisada en 2001. Posteriormente en 2003: directiva 2003/105/CE del 31 de diciembre.

### España
En España en el año 2005 se propugnó el RD 119/2005 de 4 de febrero, por el que se modifica el Real Decreto 1254/1999, de 16 de julio, por el que se aprueban medidas de control de los riesgos inherentes a los accidentes graves en los que intervengan sustancias peligrosas, conocido como SEVESO III. 
Esta norma se entiende implícitamente derogada por el Real Decreto 840/2015, de 21 de septiembre, por el que se aprueban medidas de control de los riesgos inherentes a los accidentes graves en los que intervengan sustancias peligrosas.

## Conclusiones
Las operaciones de seguridad por parte de los directores de la compañía y del gobierno local fueron mal coordinadas, y hasta algún extremo, incompetentes. Se tardó una semana en informar de la emisión de la dioxina, y otra semana hasta que empezó la evacuación. Muy pocos estudios científicos habían demostrado el peligro de la dioxina hasta el momento, y apenas había regulaciones industriales. La población local no supo qué hacer y se sintió asustada, siendo una experiencia traumática para esas pequeñas comunidades rurales. 
El impacto ambiental y social del accidente (pese a que algunas de las consecuencias no han podido ser constatada hasta algunas décadas después de este) implicó, no obstante, la toma de conciencia respecto al riesgo de este tipo de actividades industriales, surgiendo así algunas de las primeras regulaciones en el ámbito de la Unión Europea.
Se hizo el documental alemán Gambit sobre Joerg Sambeth, el director técnico de Icmesa, que fue sentenciado a cinco años en el primer juicio, posteriormente a dos y salió en libertad condicional

## En la cultura popular
El tema Suffocation del álbum de música electrónica de 1980 See You Later del músico griego Vangelis, hace referencia al desastre de Seveso, ocurrido cuatro años antes.